# Danh sách nữ đạo diễn phim
Đây là một danh sách chưa hoàn tất, và có thể sẽ không bao giờ thỏa mãn yêu cầu hoàn tất. Bạn có thể đóng góp bằng cách mở rộng nó bằng các thông tin đáng tin cậy.
Đây là danh sách nữ đạo diễn đáng chú ý trong các phim và nghệ thuật truyền hình.

## A
- Joey Lauren Adams (Mỹ)
- Perry Miller Adato (Mỹ)
- Anita W. Addison (Mỹ)
- Laurie Agard (Mỹ)
- Yasmin Ahmad (Malaysia)
- Peggy Ahwesh (Mỹ)
- Chantal Akerman (Bỉ/Pháp)
- Barbara Albert (Áo)
- Karin Albou (Pháp)
- Lexi Alexander (Mỹ)
- Debbie Allen (Mỹ)
- Elizabeth Allen (Mỹ)
- Allison Anders (Mỹ)
- Gillian Anderson (Mỹ)
- Jane Anderson (Mỹ)
- Sarah Pia Anderson (Anh/Mỹ)
- Maya Angelou (Mỹ)
- Jennifer Aniston (Mỹ)
- Penny Arcade (Mỹ)
- Francesca Archibugi (Ý)
- Jane Arden (Anh)
- Asia Argento (Ý)
- Gillian Armstrong (Úc)
- Gwen Arner (Mỹ)
- Andrea Arnold (Anh)
- Patricia Arquette (Mỹ)
- Rosanna Arquette (Mỹ)
- Karen Arthur (Mỹ)
- Natasha Arthy (Đan Mạch)
- Dorothy Arzner (Mỹ)
- Jacqueline Audry (Pháp)
- Shona Auerbach (Anh)
- Lisa Azuelos (Pháp)

## B
- Jamie Babbit (Mỹ)
- Yamina Bachir-Chouikh (Algérie)
- Paule Baillargeon (Canada)
- Lucille Ball (Mỹ)
- Josiane Balasko (Pháp)
- Anne Bancroft (Mỹ)
- Rakhshan Bani-Etemad (Iran)
- Laurence Ferreira Barbosa (Pháp)
- Neema Barnette (Mỹ)
- Roseanne Barr (Mỹ)
- Drew Barrymore (Mỹ)
- Angela Bassett (Mỹ)
- Joy Batchelor (Anh/Mỹ)
- Kathy Bates (Mỹ)
- Jordan Bayne (Mỹ)
- Gabrielle Beaumont (Anh/Mỹ)
- María Luisa Bemberg (Áchentina)
- Jessica Bendinger (Mỹ)
- Yamina Benguigui (Algérie/Pháp)
- Amanda Bearse (Mỹ)
- Mary Lou Belli (Mỹ)
- Juliet Berto (Pháp)
- Diane Bertrand (Pháp)
- Troy Beyer (Mỹ)
- Susanne Bier (Đan Mạch)
- Kathryn Bigelow (Mỹ)
- Anna Biller (Mỹ)
- Patricia Birch (Mỹ)
- Antonia Bird (Anh)
- Anne-Sophie Birot (Pháp)
- Simone Bitton (Marốc)
- Alice Guy-Blaché (Pháp/Mỹ)
- Lidia Bobrova (Nga)
- Lisa Bonet (Mỹ)
- Icíar Bollaín (Tây Ban Nha)
- Sandrine Bonnaire (Pháp)
- Muriel Box (Anh)
- Maryann Brandon (Mỹ)
- Catherine Breillat (Pháp)
- Zabou Breitman (Pháp)
- Kimberly Brinson (Mỹ)
- Zana Briski (Anh)
- Tricia Brock (Mỹ)
- Beth Broderick (Mỹ)
- Katrina Holden Bronson (Mỹ)
- Katherine Brooks (Mỹ)
- Isabelle Broué (Pháp)
- Julie Brown (Mỹ)
- Pháps Buss Buch (Mỹ)
- Nanette Burstein (Mỹ)
- Sophia Bush (Mỹ)

## C
- Dominique Cabrera (Pháp)
- Julia Cameron (Mỹ)
- Jane Campion (New Zealand)
- Tisha Campbell-Martin (Mỹ)
- Kat Candler (Mỹ)
- Dyan Cannon (Mỹ)
- Patricia Cardoso (Colombia/Mỹ)
- Niki Caro (New Zealand)
- Ana Carolina (Brazil)
- Christine Carrière (Pháp)
- Camille de Casabianca (Pháp)
- Alana Cash (Mỹ)
- Zoe Cassavetes (Mỹ)
- Liliana Cavani (Ý)
- Jennifer Celotta (Mỹ)
- Gurinder Chadha (Anh)
- Ilene Chaiken (Mỹ)
- Sylvia Chang (Đài Loan)
- Tanuja Chandra (Ấn Độ)
- Joan Chen (Trung Quốc)
- Cher (Mỹ)
- Mabel Cheung (Trung Quốc)
- Lisa Cholodenko (Mỹ)
- Joyce Chopra (Mỹ)
- Věra Chytilová (Cộng hòa Séc)
- Shirley Clarke (Mỹ)
- Glenn Close (Mỹ)
- Isabel Coixet (Tây Ban Nha)
- Giada Colagrande (Ý)
- Laetitia Colombani (Pháp)
- Cristina Comencini (Ý)
- Nicole Conn (Mỹ)
- Janice Cooke-Leonard (Mỹ)
- Martha Coolidge (Mỹ)
- Eleanor Coppola (Mỹ)
- Sofia Coppola (Mỹ)
- Catherine Corsini (Pháp)
- Michèle Cournoyer (Canada)
- Leanna Creel (Mỹ)
- Emma-Kate Croghan (Úc)
- Jamie Lee Curtis (Mỹ)

## D
- Cherien Dabis (Mỹ)
- Holly Dale (Canada)
- Joan Darling (Mỹ)
- Julie Dash (Mỹ)
- Byambasuren Davaa (Mông Cổ/Đức)
- Tamra Davis (Mỹ)
- Roxann Dawson (Mỹ)
- Linda Day (Mỹ)
- Donna Deitch (Mỹ)
- Regine Deforges (Pháp)
- Julie Delpy (Mỹ)
- Claire Denis (Pháp)
- Maya Deren (Mỹ)
- Virginie Despentes (Pháp)
- Assia Djebar (Algérie)
- Nana Djordjadze (Gioócgia)
- Shannen Doherty (Mỹ)
- Elissa Down (Úc)
- Doris Dörrie (Đức)
- Polly Draper (Mỹ)
- Fran Drescher (Mỹ)
- Germaine Dulac (Pháp)
- Martine Dugowson (Pháp)
- Cheryl Dunye (Libêri/Mỹ)
- Marguerite Duras (Pháp)
- Clea DuVall (Mỹ)

## E
- Christine Edzard (Pháp)
- Ildikó Enyedi (Hungari)
- Nora Ephron (Mỹ)
- Valie Export (Áo)

## F
- Teresa Fabik (Thụy Điển)
- Valerie Faris (Mỹ)
- Vera Farmiga (Mỹ)
- Éléonore Faucher (Pháp)
- Safi Faye (Sênêgan)
- Pascale Ferran (Pháp)
- Shana Feste (Mỹ)
- Sally Field (Mỹ)
- Chip Fields (Mỹ)
- Kim Fields (Mỹ)
- Martha Fiennes (Anh)
- Sophie Fiennes (Anh)
- Sophie Fillières (Pháp)
- Jenna Fischer (Mỹ)
- Roberta Findlay (Mỹ)
- Anne Fletcher (Mỹ)
- Beatriz Flores Silva (Uruguay)
- Anne Fontaine (Pháp)
- Sadaf Foroughi (Iran)
- Jodie Foster (Mỹ)
- Bonnie Franklin (Mỹ)
- Kim Friedman (Mỹ)
- Soleil Moon Frye (Mỹ)
- Pamela Fryman (Mỹ)

## G
- Nisha Ganatra (Canada)
- Nicole Garcia (Pháp Algérie)
- Katja von Garnier (Đức)
- Katy Garretson (Mỹ)
- Jennie Garth (Mỹ)
- Jennifer Garner (Mỹ)
- Karen Gaviola (Mỹ)
- Julie Gavras (Pháp)
- Melissa Gilbert (Mỹ)
- Leah Gilliam (Mỹ)
- Lillian Gish (Mỹ)
- Lesli Linka Glatter (Mỹ)
- Delphine Gleize (Pháp)
- Lana Gogoberidze (Gioócgia)
- Whoopi Goldberg (Mỹ)
- Mia Goldman (Mỹ)
- Dennie Gordon (Mỹ)
- Marleen Gorris (Hà Lan)
- Lisa Gottlieb (Mỹ)
- Marita Grabiak (Mỹ)
- Debra Granik (Mỹ)
- Lee Grant (Mỹ)
- Susannah Grant (Mỹ)
- Lynnie Greene (Mỹ)
- Maggie Greenwald (Mỹ)
- Valérie Guignabodet (Pháp)
- Sonali Gulati (Ấn Độ/Mỹ)
- Alice Guy (Pháp/Mỹ)
- Jasmine Guy (Mỹ)

## H
- Lucile Hadzihalilovic (Pháp)
- Randa Haines (Mỹ)
- Barbara Hammer (Mỹ)
- Lisa Gay Hamilton (Mỹ)
- Sanaa Hamri (Marốc/Mỹ)
- Marion Hänsel (Bỉ)
- Mia Hansen-Løve (Pháp)
- Catherine Hardwicke (Mỹ)
- Mary Harron (Canada)
- Jackée Harry (Mỹ)
- Melissa Joan Hart (Mỹ)
- Jessica Hausner (Áo)
- Goldie Hawn (Mỹ)
- Julie Hebert (Mỹ)
- Anne Heche (Mỹ)
- Amy Heckerling (Mỹ)
- Birgit Hein (Đức)
- Jill Hennessy (Mỹ)
- Astrid Henning-Jensen (Đan Mạch)
- Erica Herbert (Anh)
- Jerusha Hess (Mỹ)
- Jennifer Love Hewitt (Mỹ)
- Agnieszka Holland (Ba Lan)
- Nicole Holofcener (Mỹ)
- Solveig Hoogesteijn (Thụy Điển/Vênêzuêla)
- Anna Maria Horsford (Mỹ)
- Dianne Houston (Mỹ)
- Hu Mei (Trung Quốc)
- Bronwen Hughes (Canada)
- Ann Hui (Hồng Kông)
- Danielle Huillet (Pháp)
- Bonnie Hunt (Mỹ)
- Helen Hunt (Mỹ)
- Anjelica Huston (Mỹ)

## I
- Laura Innes (Mỹ)
- Diana Lee Inosanto (Mỹ)
- Bodil Ipsen (Đan Mạch)
- Debbie Isitt (Anh)

## J
- Sarah Jacobson (Mỹ)
- Jeong Jae-eun (Hàn Quớc6)
- Wanda Jakubowska (Ba Lan)
- Agnès Jaoui (Pháp)
- Christine Jeffs (New Zealand)
- Patty Jenkins (Mỹ)
- Tamara Jenkins (Mỹ)
- G.B. Jones (Canada)
- Hella Joof (Đan Mạch)
- Phápsca Joseph (Anh)
- Suma Josson (Ấn Độ)
- Miranda July (Mỹ)

## K
- Betty Kaplan (Áchentina)
- Deborah Kaplan (Mỹ)
- Prema Karanth (Ấn Độ)
- Niki Karimi (Iran)
- Nicole Kassell (Mỹ)
- Alanté Kavaïté (Pháp)
- Naomi Kawase (Nhật Bản)
- Diane Keaton (Mỹ)
- Dorota Kedzierzawska (Ba Lan)
- Elodie Keene (Mỹ)
- Moira Kelly (Mỹ)
- Sarah Kernochan (Mỹ)
- Joanna Kerns (Mỹ)
- T'Keyah Crystal Keymáh (Mỹ)
- Farah Khan (Ấn Độ)
- Callie Khouri (Mỹ)
- Beeban Kidron (Anh)
- Ana Kokkinos (Úc)
- Kathy Kolla (Mỹ)
- Barbara Kopple (Mỹ)
- Cristina Kotz Cornejo (Mỹ/Áchentina)
- Ellen Kuras (Mỹ)
- Diane Kurys (Pháp)
- Karyn Kusama (Mỹ)
- Julia Kwan (Canada)

## L
- Nadine Labaki (Liban)
- Christine Lahti (Mỹ)
- Kalpana Lajmi (Ấn Độ)
- Mary Lambert (Mỹ)
- Micheline Lanctôt (Canada)
- Yelena Lanskaya (Mỹ/Nga)
- Clara Law (Trung Quốc)
- Caroline Leaf (Mỹ/Canada)
- Mimi Leder (Mỹ)
- Kat Lehmer (Mỹ)
- Jennifer Jason Leigh (Mỹ)
- Kasi Lemmons (Mỹ)
- Naomi Levine (Mỹ)
- Lê Phong Lan (Việt nam)
- Lorraine Lévy (Pháp)
- Leslie Libman (Mỹ)
- Allison Liddi-Brown (Mỹ)
- Nnegest Likké (Mỹ)
- Caroline Link (Đức)
- Julie Lipinski (Pháp)
- Marion Lipschutz (Mỹ)
- Lynne Littman (Mỹ)
- Liu Miaomiao (Trung Quốc)
- Phyllida Lloyd (Anh)
- Sondra Locke (Mỹ)
- Barbara Loden (Mỹ)
- Julia Loktev (Mỹ)
- Kim Longinotto (Anh)
- Julie Lopes-Curval (Pháp)
- Ida Lupino (Mỹ)
- Noémie Lvovsky (Pháp)
- Lottie Lyell (Úc)
- Jennifer Lynch (Mỹ)
- Gillian Lynne (Anh)

## M
- Ma Liwen (Trung Quốc)
- Angelina Maccarone (Đức)
- Hettie MacDonald (Anh)
- Allison Mack (Mỹ)
- Alison Maclean (Canada)
- Madonna (Mỹ)
- Maria Maggenti (Mỹ)
- Sharon Maguire (Anh)
- Maïwenn (Pháp)
- Hana Makhmalbaf (Iran)
- Samira Makhmalbaf (Iran)
- Sarah Maldoror (Pháp)
- Nancy Malone (Mỹ)
- Laura Mañá (Tây Ban Nha)
- Gail Mancuso (Mỹ)
- Dinah Manoff (Mỹ)
- Suhasini Maniratnam (Ấn Độ)
- Sophie Marceau (Pháp)
- Pháps Marion (Mỹ)
- Eisha Marjara (Canada)
- Penny Marshall (Mỹ)
- Tonie Marshall (Pháp)
- Lucrecia Martel (Áchentina)
- Darnell Martin (Mỹ)
- Kellie Martin Mỹ)
- Marsha Mason (Mỹ)
- Laetitia Masson (Pháp)
- Elaine May (Mỹ)
- Melanie Mayron (Mỹ)
- Daisy von Scherler Mayer (Mỹ)
- Patricia Mazuy (Pháp)
- Claire McCarthy (Úc)
- Beth McCarthy-Miller (Mỹ)
- Francine McDougall (Mỹ)
- Nancy McKeon (Mỹ)
- Danica McKellar (Mỹ)
- Carolyn McMaster (Canada)
- Nancy Meckler (Anh)
- Maria de Medeiros (Portugal)
- Deepa Mehta (Canada/Ấn Độ)
- Vijaya Mehta (Ấn Độ)
- Ursula Meier (Pháp)
- Kay Mellor (Anh)
- Linda Mendoza (Mỹ)
- Isabelle Mergault (Pháp)
- Agnès Merlet (Pháp)
- Nancy Meyers (Mỹ)
- Leah Meyerhoff (Mỹ)
- Anne-Marie Miéville (Switzerland)
- Marziyeh Meshkini (Iran)
- Vanessa Middleton (Mỹ)
- Tamineh Milani (Iran)
- Rebecca Miller (Mỹ)
- Sharron Miller (Mỹ)
- Pilar Miró (Tây Ban Nha)
- Martha Mitchell (Mỹ)
- Ariane Mnouchkine (Pháp)
- Christine Moore (Mỹ)
- Tracey Moffat (Úc)
- Karen Moncrieff (Mỹ)
- Adriana Monti (Ý)
- Jeanne Moreau (Pháp)
- Yolande Moreau (Bỉ)
- Granaz Moussavi (Iran)
- Kira Muratova (Soviet Union)
- Gloria Muzio (Mỹ)

## N
- Mira Nair (Ấn Độ)
- Phyllis Nagy (Mỹ)
- Laurel Nakadate (Mỹ)
- Isabelle Nanty (Pháp)
- Laura Neri (Bỉ)
- Ning Ying (Trung Quốc)
- Vijaya Nirmala (Ấn Độ)
- Elvira Notari (Ý)

## O
- Alanis Obomsawin (Canada)
- Paula van der Oest (Hà Lan)
- Alice O'Fredericks (Đan Mạch)
- Susan Oliver (Mỹ)
- Jenni Olson (Mỹ)
- Gulshat Omarova (Kazakhstan)
- Yoko Ono (Mỹ/Nhật Bản)
- Ulrike Ottinger (Đức)

## P
- Euzhan Palcy (Martinique)
- Sai Paranjpye (Ấn Độ)
- Claire Parker (Mỹ/Pháp)
- Pratibha Parmar (Kenya/Anh)
- Christine Pascal (Pháp)
- Paula Patton (Mỹ)
- Barbara Peeters (Mỹ)
- Kimberly Peirce (Mỹ)
- Alexandra Pelosi (Mỹ)
- Donna Pescow (Mỹ)
- Lori Petty (Mỹ)
- Mary Kay Place (Mỹ)
- Sarah Polley (Canada)
- Lea Pool (Switzerland)
- Leanne Pooley (New Zealand)
- Cynthia J. Popp (Mỹ)
- Franka Potente (Đức)
- Sally Potter (Anh)
- Deborah Pratt (Mỹ)
- Olga Preobrazhenskaya (Ngan Empire/USSR)
- Carrie Preston (Mỹ)
- Gaylene Preston (New Zealand)
- Ellen S. Pressman (Mỹ)
- Gina Prince-Bythewood (Mỹ)

## Q
- Florence Quentin (Pháp)
- Joanna Quinn (Anh)

## R
- Yvonne Rainer (Mỹ)
- Deborah Raffin (Mỹ)
- Lynne Ramsay (Anh)
- Rosemary Rawcliffe (Mỹ)
- Anna Reeves (Úc)
- Lotte Reiniger (Đức/Anh)
- Chantal Richard (Pháp)
- Patricia Richardson (Mỹ)
- Leni Riefenstahl (Đức)
- Angela Robinson (Mỹ)
- Julie Anne Robinson (Anh)
- Bethany Rooney (Mỹ)
- Rose Rosenblatt (Mỹ)
- Tracee Ellis Ross (Mỹ)
- Stephanie Rothman (Mỹ)
- Brigitte Roüan (Pháp)
- Patricia Rozema (Canada)

## S
- Jean Sagal (Mỹ)
- Leontine Sagan (Pháp)
- Helke Sander (Đức)
- Helma Sanders-Brahms (Đức)
- Arlene Sanford (Mỹ)
- Marjane Satrapi (Iran/Pháp)
- Nancy Savoca (Mỹ)
- Lone Scherfig (Đan Mạch)
- Céline Sciamma (Pháp)
- Cynthia Scott (Canada)
- Nell Scovell (Mỹ)
- Beverly Sebastion (Mỹ)
- Susan Seidelman (Mỹ)
- Aparna Sen (Ấn Độ)
- Coline Serreau (Pháp)
- Lee Shallat-Chemel (Mỹ)
- Helen Shaver (Canada/Mỹ)
- Adrienne Shelly (Mỹ)
- Millicent Shelton (Mỹ)
- Larisa Shepitko (Liên bang Sôviết)
- Kirsten Sheridan (Ailen)
- Cindy Sherman (Mỹ)
- Amy Sherman-Palladino (Mỹ)
- Nell Shipman (Mỹ)
- Cate Shortland (Úc)
- Esfir Shub (Liên bang Sôviết)
- Mina Shum (Canada)
- Floria Sigismondi (Canada)
- Joan Micklin Silver (Mỹ)
- Lisa Simon (Mỹ)
- Jada Pinkett Smith (Mỹ)
- Julia Solomonoff (Áchentina)
- Pháps-Anne Solomon (Canada/Trinidad và Tobago)
- Susan Sontag (Mỹ)
- Penelope Spheeris (Mỹ)
- Jill Sprecher (Mỹ)
- Julie St. Claire (Mỹ)
- Wendey Stanzler (Mỹ)
- Stella Stevens (Mỹ)
- Lynne Stopkewich (Canada)
- Barbra Streisand (Mỹ)
- Susan Stroman (Mỹ)
- Susanna Styron (Mỹ)
- Sara Sugarman (Anh)
- Sabiha Sumar (Pakistan)

## T
- Rachel Talalay (Mỹ)
- Kinuyo Tanaka (Nhật Bản)
- Nadia Tass (Macedonia)
- Sam Taylor-Wood (Anh)
- Julie Taymor (Mỹ)
- Valeria Bruni Tedeschi (Ý/Pháp)
- Cécile Telerman (Pháp)
- Angela Tessinari (Mỹ)
- Joan Tewkesbury (Mỹ)
- Tiffani Thiessen (Mỹ)
- Betty Thomas (Mỹ)
- Caroline Thompson (Mỹ)
- Lea Thompson (Mỹ)
- Danièle Thompson (Pháp)
- Fina Torres (Venezuela)
- Pimpaka Towira (Thailand)
- Sarah Townsend (Anh)
- Monika Treut (Đức)
- Nadine Trintignant (Pháp)
- Rose Troche (Mỹ)
- Margarethe von Trotta (Đức)
- Charlotte de Turckheim (Pháp)

## U
- Liv Ullman (Norway)

## V
- Marina de Van (Pháp)
- Agnès Varda (Pháp ~ Born Bỉ)
- Norma Safford Vela (Mỹ)
- Marion Vernoux (Pháp)
- Sandrine Veysset (Pháp)
- Teresa Villaverde (Portugal)
- Jürgen Vsych (Mỹ)

## W
- Lucy Walker (Anh)
- Nancy Walker (Mỹ)
- Jeanne Waltz (Thụy Sĩ)
- Sarah Watt (Úc)
- Lois Weber (Mỹ)
- Claudia Weill (Mỹ)
- Lina Wertmuller (Ý)
- Anne Wheeler (Canada)
- Susanna White (Anh)
- Joyce Wieland (Canada)
- JoBeth Williams (Mỹ)
- Kathlyn Williams (Mỹ)
- Kimberly Williams-Paisley (Mỹ)
- Chandra Wilson (Mỹ)
- Margery Wilson (Mỹ)
- Doris Wishman (Mỹ)
- Agnieszka Wojtowicz-Vosloo (Mỹ)
- Natalie Wood (Anh)
- Vikeyeno Zao (Ấn Độ)

## X
- Xiao Jiang (Trung Quốc)
- Xu Jinglei (Trung Quốc)

## Y
- Yamato Yūki (Nhật Bản)
- Tizuka Yamasaki (Brazil)
- Christina Yao (Trung Quốc/Taiwan)
- Pamela Yates (Mỹ)
- Jessica Yu (Mỹ)
- Li Yu (Trung Quốc)
- Ruby Yang (Trung Quốc)

## Z
- Sara Zandieh (Iran/Mỹ)
- Jasmila Žbanić (Bosnia/Herzegovina)
- Mai Zetterling (Thụy Điển)